# Ганс Аксель фон Ферзен (молодший)
Ганс Аксель фон Ферзен (молодший) (швед. Hans Axel von Fersen (den yngre); 4 вересня 1755, Стокгольм — 20 червня 1810) — шведський військовий і дипломат.

## Життєпис
Народився 4 вересня 1755 року в Стокгольмі. Був старшим сином графа Фредеріка Акселя фон Ферзена (1719—1794) і Хедвіги Катаріни Делагарді (1732—1800).
У 15 років Ферзена відправили на навчання до військової школи в Брауншвейгу. Згодом, після подорожі кількома країнами Європи, 1775 року він повернувся до Швеції, де його піднесли до чину капітана Лейб-драгунського полку.
1778 року вирушив до Франції, де ще в 1770 році вступив на службу лейтенантом в полк Руайаль-Бавьер, і його піднесли до рангу полковника.
Його тепло прийняли у вищому світі Парижа і він став вхожим до королеви Марії-Антуанетти. Остання обставина породила чутки про те, що шведський граф був коханцем королеви. Шведський посол у Франції Г. Ф. Крейц в листі до Густава III навіть припускав, що царствена особа була закохана в Ферзена. Припущення ряду авторів про те, що Ферзен був батьком Людовика XVII, деякими сучасними дослідниками відкидаються з міркувань хронології.
У 1780—1783 рр. він як ад'ютант графа Рошамбо брав участь у війні американських штатів за незалежність, відзначившись у 1781 році при облозі Йорктауна.
У 1783 році Ферзен очолив полк Руайаль Сведуа. Одночасно він отримав підвищення і у Швеції, ставши в 1782 році полковником, у 1783 — підполковником Лейб-драгунського полку, а в 1787 — капітан-лейтенантом корпусу Лейб-драбантів і підполковником адельсфана, в якому він у 1788 році взяв участь в російсько-шведській війні.
Надалі військова кар'єра Ферзена розвивалася настільки ж успішно: в 1792 році він стає генерал-майором, у 1802 — генерал-лейтенантом, а в 1809 році — генералом. Крім того, в 1799 році він був призначений канцлером Упсальського університету, а в 1801 риксмаршалом.

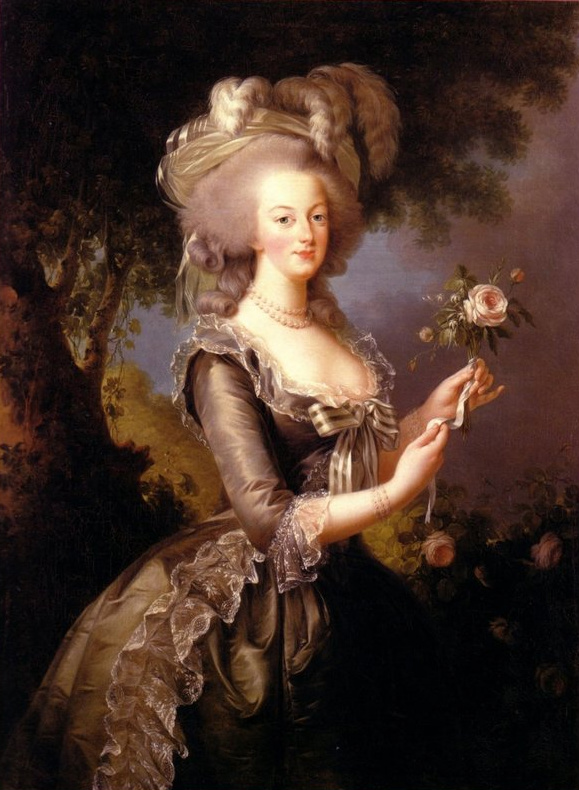
Марія-Антуанетта (1755—1793). Худ. Е. Л. Віже-Лебрен

З 1788 по 1791 роки Ферзен практично безперервно перебував у Франції. Користуючись прихильністю королівської сім'ї до Ферзена, Густав III часто вдавався до його посередництва в переговорах в обхід офіційного шведського представника. Після Французької революції та еміграції багатьох членів королівської родини за кордон Ферзен стає одним з найближчих радників Людовика XVI та Марії-Антуанетти.
У червні 1791 року Ферзен підготував втечу королівської чоти з Франції. Він проводив їх до Бонді, що знаходився в парі кілометрів від Парижа, потім поїхав іншою дорогою, щоб збити переслідувачів зі сліду. Після того як король з королевою були схоплені у Варенні, Ферзен перебрався до Бельгії, де як шведський дипломатичний агент перебував аж до 1794 року. Він продовжував підтримувати таємне листування з королівською парою, яка перебувала під домашнім арештом в Тюїльрі, а в лютому 1792 року з ризиком для життя, переодягнувшись, особисто наніс їй візит. Надалі Ферзен продовжує виношувати плани з порятунку королівської сім'ї і бере участь у створенні європейської коаліції проти революційної Франції.
Після страти Марії-Антуанетти, яка відбулася 16 жовтня 1793 року, його зв'язки з Францією обірвалися.
У 1794 році герцог Зюдерманландський, підозрюючи його у зв'язках з улюбленцем Густава III Армфельдом, відкликав Ферзена з Брюсселя. У 1797 році він був посланий шведським представником на Раштаттський конгрес, однак французький посланник відмовився визнати за ним цей статус. Більш успішно склалася його поїздка до баденського двору для складання шлюбного контракту між королем Густавом IV Адольфом і принцесою Фредерікою.
Ферзен користувався великою повагою у нового короля, проте був дуже поганим політиком, щоб чинити будь-який вплив на його правління. Він не взяв участі в перевороті 1809 року і, бувши легітимістом, вкрай не схвалював відсторонення від влади сина поваленого короля — кронпринца Густава, у зв'язку з чим його зараховували до прихильників Густава IV Адольфа.
Коли в 1810 році в Сконе несподівано помер призначений спадкоємцем престолу данський принц Фредерік Крістіан Август Аугустенбургський, країною поширилися чутки, що він був отруєний за порадою Ферзена його рідною сестрою графинею Піпер.
20 червня 1810 року тіло померлого кронпринца ввезли до шведської столиці. Ферзен як риксмаршал їхав попереду процесії, чим викликав обурення натовпу, який накинувся на нього. Коли він спробував сховатися в ратуші, натовп витяг його звідти і розтерзав.
Ферзен не був одружений і не мав офіційно визнаних дітей.
Щоденник і листування Ферзена були опубліковані в Швеції в 1878 році під назвою «Le comte de Fersen et la cour de France» («Граф Ферзен і французький двір»).

## Нагороди
- Американський орденський знак Суспільства Цинциннаті (1783)
- Французький орден Військових заслуг (1783)
- Шведський орден Серафимів (1799)
- Шведський орден Меча, великий хрест (1783)

## Образ в кіно
- «Марія-Антуанетта (фільм, 1938)»
- «Марія-Антуанетта — королева Франції» (1956)
- «Марія-Антуанетта (фільм, 2006)»